# البین
البین (به فرانسوی: Albine) یک کامین در فرانسه است که در Canton of Saint-Amans-Soult واقع شده‌است.

## خصوصیات
البین ۱۷٫۱۵ کیلومترمربع مساحت و ۵۴۵ نفر جمعیت دارد و ۳۲۵ متر بالاتر از سطح دریا واقع شده‌است.